# Terellia amberboae
Terellia amberboae
 es una especie de insecto del género Terellia de la familia Tephritidae del orden Diptera. 
Valery Korneyev y Merz la describieron científicamente por primera vez en el año 1996.